# Электропроводность
Электропрово́дность (электри́ческая проводи́мость, проводимость) — способность тела (среды) проводить электрический ток, свойство тела или среды, определяющее возникновение в них электрического тока под воздействием электрического поля. Также физическая величина, характеризующая эту способность и обратная электрическому сопротивлению.
В Международной системе единиц (СИ) единицей измерения электрической проводимости является сименс (русское обозначение: См; международное: S), определяемый как 1 См = 1 Ом−1, то есть как электрическая проводимость участка электрической цепи сопротивлением 1 Ом.
Также термин электропроводность (электропроводность среды, вещества) применяется для обозначения удельной электропроводности (см. ниже).
Под электропроводностью подразумевается способность проводить прежде всего постоянный ток (под воздействием постоянного поля), в отличие от способности диэлектриков откликаться на переменное электрическое поле колебаниями связанных зарядов (переменной поляризацией), создающими переменный ток. Ток проводимости практически не зависит от частоты приложенного поля (до определённых пределов, в области низких частот).
Электропроводность среды (вещества) связана со способностью заряженных частиц (электронов, ионов), содержащихся в этой среде, достаточно свободно перемещаться в ней. Величина электропроводности и её механизм зависят от природы (строения) данного вещества, его химического состава, агрегатного состояния, а также от физических условий, прежде всего таких, как температура.

## Удельная электропроводность
Удельной электропроводностью (удельной проводимостью) называют меру способности вещества проводить электрический ток. Согласно закону Ома в линейном изотропном веществе удельная проводимость является коэффициентом пропорциональности между плотностью возникающего тока и величиной электрического поля в среде:
{\displaystyle {\vec {J}}=\sigma \,{\vec {E}},}
где {\displaystyle \sigma } — удельная проводимость,
{\displaystyle {\vec {J}}} — вектор плотности тока,
{\displaystyle {\vec {E}}} — вектор напряжённости электрического поля.
- Электрическая проводимость G однородного проводника длиной L с постоянным поперечным сечением площадью S может быть выражена через удельную проводимость вещества, из которого сделан проводник:

{\displaystyle G=\sigma {\frac {S}{L}}.}
- В системе СИ удельная электропроводность измеряется в сименсах на метр (См/м) или в Ом−1·м−1. В СГСЭ единицей удельной электропроводности является обратная секунда (с−1).

В неоднородной среде σ может зависеть (и в общем случае зависит) от координат, то есть не совпадает в различных точках проводника.
Удельная проводимость анизотропных (в отличие от изотропных) сред является, вообще говоря, не скаляром, а тензором (симметричным тензором ранга 2), и умножение на него сводится к матричному умножению:
{\displaystyle J_{i}=\sum \limits _{k=1}^{3}\sigma _{ik}\,E_{k},}
при этом векторы плотности тока и напряжённости поля в общем случае не коллинеарны.
Для любой линейной среды можно выбрать локально (а если среда однородная, то и глобально) т. н. собственный базис — ортогональную систему декартовых координат, в которых матрица {\displaystyle \sigma _{ik}} становится диагональной, то есть приобретает вид, при котором из девяти компонент {\displaystyle \sigma _{ik}} отличными от нуля являются лишь три: {\displaystyle \sigma _{11}}, {\displaystyle \sigma _{22}} и {\displaystyle \sigma _{33}}. В этом случае, обозначив {\displaystyle \sigma _{ii}} как {\displaystyle \sigma _{i}}, вместо предыдущей формулы получаем более простую формулу:
{\displaystyle J_{i}=\sigma _{i}E_{i}.}
Величины {\displaystyle \sigma _{i}} называют главными значениями тензора удельной проводимости. В общем случае приведённое соотношение выполняется только в одной системе координат.
Величина, обратная удельной проводимости, называется удельным сопротивлением.
Вообще говоря, линейное соотношение, написанное выше (как скалярное, так и тензорное), верно в лучшем случае приближённо, причём приближение это хорошо только для сравнительно малых величин E. Впрочем, и при таких величинах E, когда отклонения от линейности заметны, удельная электропроводность может сохранять свою роль в качестве коэффициента при линейном члене разложения, тогда как другие, старшие, члены разложения дадут поправки, обеспечивающие хорошую точность.
Также в случае нелинейной зависимости J от E (то есть в общем случае) может явно вводиться дифференциальная удельная электропроводность, зависящая от E:
{\displaystyle \sigma =dJ/dE} (для анизотропных сред: {\displaystyle \sigma _{ik}=dJ_{i}/dE_{k}}).

## Электропроводность и носители тока
Электропроводность всех веществ связана с наличием в них носителей тока (носителей заряда) — подвижных заряженных частиц (электронов, ионов) или квазичастиц (например, дырок в полупроводнике), способных перемещаться в данном веществе на большое расстояние. Упрощённо можно сказать, что такая частица или квазичастица должна быть способна пройти в данном веществе неограниченно большое, по крайней мере макроскопическое, расстояние, хотя в некоторых частных случаях носители могут меняться, рождаясь и уничтожаясь, и переносить ток, сменяя друг друга (возможно, и через очень небольшое расстояние).
Поскольку плотность тока определяется для одного типа носителей формулой:
{\displaystyle {\vec {j}}=qn{\vec {v}}_{cp.},}
где {\displaystyle q} — заряд одного носителя,
{\displaystyle n} — концентрация носителей,
{\displaystyle {\vec {v}}_{cp.}} — средняя скорость их движения,
или {\displaystyle {\vec {j}}=\sum _{i}q_{i}n_{i}{\vec {v}}_{icp.}} для более чем одного вида носителей, нумеруемых индексом {\displaystyle i,} принимающим значение от 1 до количества типов носителей, у каждого из которых может быть свой заряд (возможно отличающийся величиной и знаком), своя концентрация, своя средняя скорость движения (суммирование в этой формуле подразумевается по всем имеющимся типам носителей), то, учитывая, что (установившаяся) средняя скорость каждого типа частиц при движении в конкретном веществе (среде) пропорциональна приложенному электрическому полю (в том случае, когда движение вызвано именно этим полем, что мы здесь и рассматриваем):
{\displaystyle {\vec {v}}_{cp.}=\mu {\vec {E}},}
где {\displaystyle \mu } — коэффициент пропорциональности, называемый подвижностью и зависящий от вида носителя тока в данной конкретной среде.
Отсюда следует, что для электропроводности справедливо выражение:
{\displaystyle \sigma =qn\mu ,}
или:
{\displaystyle \sigma =\sum _{i}q_{i}n_{i}\mu _{i}} — для более чем одного вида носителей.

## Механизмы электропроводности и электропроводность различных классов веществ

### Ионная проводимость
Ионной проводимостью обладают газы, некоторые твердые соединения (ионные кристаллы и стёкла), расплавленные индивидуальные соли и растворы соединений в воде, неводных растворителях и расплавах. Значения удельной проводимости проводников второго рода разных классов колеблются в очень широких пределах.

## Электропроводность металлов
Ещё до открытия электронов было обнаружено, что протекание тока в металлах, в отличие от тока в жидких электролитах, не обусловлено переносом вещества металла. Эксперимент, который выполнил немецкий физик Карл Виктор Эдуард Рикке (Riecke Carl Viktor Eduard) в 1901 году, состоял в том, что через контакты различных металлов, — двух медных и одного алюминиевого цилиндра с тщательно отшлифованными торцами, поставленными один на другой, в течение года пропускался постоянный электрический ток. Затем исследовался состав материала вблизи контактов. Оказалось, что переноса вещества металла через границу не происходит и вещество по разные стороны границы раздела имеет тот же состав, что и до пропускания тока. Таким образом было показано, что перенос электрического тока осуществляется не атомами и молекулами металлов, а другими частицами. Однако эти опыты не дали ответа на вопрос о природе носителей заряда в металлах.

### Связь с коэффициентом теплопроводности
Закон Видемана — Франца, выполняющийся для металлов при высоких температурах, устанавливает однозначную связь удельной электрической проводимости {\displaystyle \sigma } с коэффициентом теплопроводности K:
{\displaystyle {\frac {K}{\sigma }}={\frac {\pi ^{2}}{3}}{\left({\frac {k}{e}}\right)^{2}}T,}
где k — постоянная Больцмана,
e — элементарный заряд.
Эта связь основана на том факте, что как электропроводность, так и теплопроводность в металлах обусловлены движением свободных электронов проводимости.

## Электропроводность растворов
Скорость движения ионов зависит от напряженности электрического поля, температуры, вязкости раствора, радиуса и заряда иона и межионного взаимодействия.
У растворов сильных электролитов наблюдается характер концентрационной зависимости электрической проводимости объясняется действием двух взаимно противоположных эффектов. С одной стороны, с ростом разбавления уменьшается число ионов в единице объёма раствора. С другой стороны, возрастает их скорость за счет ослабления торможения ионами противоположного знака.
Для растворов слабых электролитов наблюдается характер концентрационной зависимости электрической проводимости можно объяснить тем, что рост разбавления ведёт, с одной стороны, к уменьшению концентрации молекул электролита. В то же время возрастает число ионов за счёт роста степени ионизации.
В отличие от металлов (проводники 1-го рода) электрическая проводимость растворов как слабых, так и сильных электролитов (проводники 2-го рода) при повышении температуры возрастает. Этот факт можно объяснить увеличением подвижности в результате понижения вязкости раствора и ослаблением межъионного взаимодействия
Электрофоретический эффект — возникновение торможения носителей вследствие того, что ионы противоположного знака под действием электрического поля двигаются в направлении, обратном направлению движения рассматриваемого иона
Релаксационный эффект — торможение носителей в связи с тем, что ионы при движении расположены асимметрично по отношению к их ионным атмосферам. Накопление зарядов противоположного знака в пространстве за ионом приводит к торможению его движения.
При больших напряжениях электрического поля скорость движения ионов настолько велика, что ионная атмосфера не успевает образоваться. В результате электрофоретическое и релаксационное торможение не проявляется.

## Удельная электропроводность некоторых веществ (таблица)
Удельная проводимость приведена при температуре +20 °C:
| Вещество | См/м       | Вещество      | См/м       | Вещество    | См/м      | Вещество      | См/м      | Вещество         | См/м  |
| -------- | ---------- | ------------- | ---------- | ----------- | --------- | ------------- | --------- | ---------------- | ----- |
| серебро  | 62 500 000 | молибден      | 18 500 000 | олово       | 8 330 000 | ртуть         | 1 040 000 | мрамор           | 10−8  |
| медь     | 59 500 000 | вольфрам      | 18 200 000 | сталь литая | 7 690 000 | нихром        | 893 000   | стекло           | 10−11 |
| золото   | 45 500 000 | цинк          | 16 900 000 | свинец      | 4 810 000 | графит        | 125 000   | фарфор           | 10−14 |
| алюминий | 38 000 000 | никель        | 11 500 000 | нейзильбер  | 3 030 000 | вода морская  | 4         | кварцевое стекло | 10−16 |
| магний   | 22 700 000 | железо чистое | 10 000 000 | константан  | 2 000 000 | земля влажная | 10−2      | янтарь           | 10−18 |
| иридий   | 21 100 000 | платина       | 9 350 000  | манганин    | 2 330 000 | вода дистилл. | 10−4      |                  |       |